# 亚铁氰酸铯
亚铁氰酸铯是一种配位化合物，化学式为Cs4[Fe(CN)6]。它可由亚铁氰酸（通过钾盐经IR-120阳离子交换树脂交换得到）和氢氧化铯（或碳酸铯）反应得到。Cs4[Fe(CN)4]在液氨中被氰化铵氧化，也能得到Cs4[Fe(CN)6]。它在590 °C开始分解，生成氰化亚铁和氰化铯。